# Nim (Dania)
Nim – miasto w Danii, w regionie Jutlandia Środkowa, w gminie Horsens.